# Ямин, Мохаммад
Мохаммад Ямин (индон. Mohammad Yamin; 24 августа 1903, Савахлунто, о. Суматра, Голландская Ост-Индия — 17 октября 1962, Джакарта, Индонезия) — индонезийский поэт, прозаик, драматург, переводчик, историк, политический и государственный деятель. Доктор права. Национальный герой Индонезии.

## Биография
Образование получил в Algemene Middelbare School (AMS) в Джакарте, где изучал историю и дальневосточные языки, в том числе, малайский, яванский языки и санскрит. Продолжил учёбу в Rechts Hoogeschool, школе, основанной в 1924 году, и ставшей впоследствии юридическим факультетом Университета Индонезии.
В 1932 году получил докторскую степень в области права (meester in de rechten).
Сводный брат Адинегоро.

## Политическая деятельность

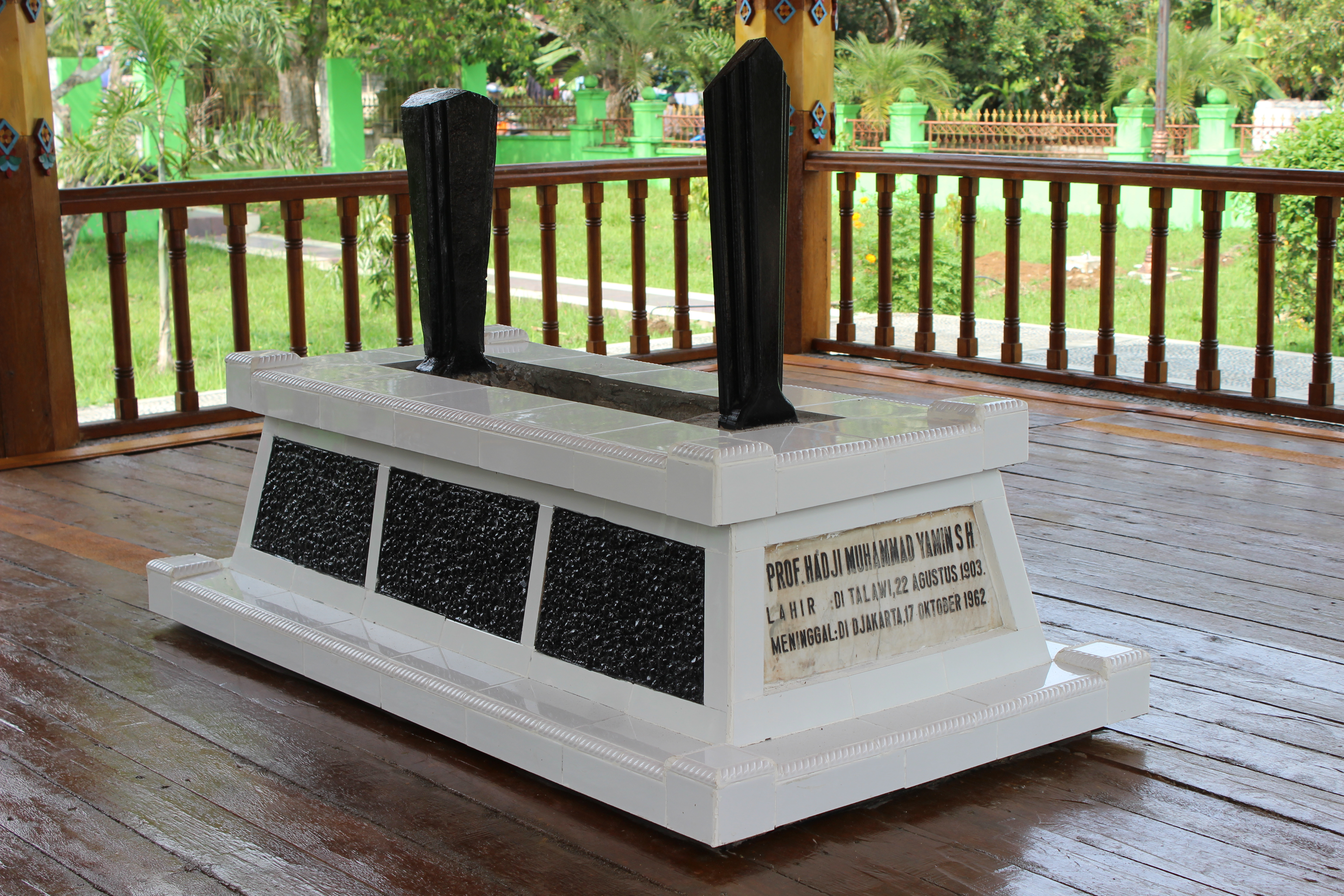
Могила Мохаммада Ямина в Савахлунто

С молодости активно участвовал в индонезийском националистическом движении. В 1928 году Ямин — делегат Второго съезда индонезийской молодежи.
Позже был теоретиком индонезийского национализма, сформулировал, так называемую, присягу молодёжи, принятую на Втором съезде индонезийской молодежи, инициированного студенческими организациями Голландской Ост-Индии (28 октября 1928).
Совместно с Сукарно и М. Хатта участвовал в разработке основы конституции Индонезии.
В мае 1937 года Ямин — один из организаторов Индонезийского народного движения (Gerakan Rakyat Indonesia).
С 1939 года — член Фольксраада (высшего законосовещательного органа Голландской Ост-Индии).

## Государственная деятельность
После обретения независимости занимал ряд министерских кресел: в 1951—1952 гг. — министр юстиции и прав человека Индонезии, в 1953—1955 гг. — министр образования, в 1962 году — министр информации, кроме того в 1962 году некоторое время был вице-премьером Индонезии.

## Творчество
Литературную карьеру в качестве писателя начал в 1920-х годах. Дебютировал как поэт в 1922 году. Писал на малайском языке.

## Избранные работы
- Tanah Air, 1922
- Indonesia, Tumpah Darahku, 1928
- Ken Arok dan Ken Dedes, 1934
- Sedjarah Perdjoeangan Dipanegara, 1945
- Gadjah Mada, 1948
- Revolusi Amerika, 1951
- Tatanegara Majapahit (в 7 томах)
- Naskah-naskah Persiapan Undang-undang Dasar, 1959
- Proklamasi dan Konstitusi Republik Indonesia, 1951
- Kebudayaan Asia Afrika, 1955